# Jean-Louis Dehez
Pour les articles homonymes, voir Dehez.
Pas d'image ? Cliquez ici

a Compétitions nationales et continentales officielles uniquement.

b Matchs officiels uniquement.
Dernière mise à jour le 11 janvier 2025.
Jean-Louis Dehez, né le 6 mai 1944 à Mont-de-Marsan (France), est un joueur international français de rugby à XV évoluant au poste de demi d’ouverture ou d'arrière. 

## Biographie
Jean-Louis Dehez commence sa carrière au Stade montois, avant de rejoindre le SU Agen en 1964, alors qu'il est encore junior, où il remporte deux titres de Championnat de France,.
Il dispute son premier test match en équipe de France le 22 juillet 1967 contre l'équipe d'Afrique du Sud.
Lors du Championnat de France 1968-1969, il termine meilleur buteur de la compétition avec 157 points. Il établit alors un nouveau record.
Le 14 décembre 1969, il dispute son deuxième et dernier test match contre l'équipe de Roumanie.
En 1970, il quitte le SU Agen et rejoint l'US Bergerac.

## Statistiques en équipe nationale
- Sélections en équipe de France : 2 de 1967 à 1969.
- Points marqués : 11.

## Palmarès
- Vainqueur du Championnat de France en 1965 et 1966 avec le SU Agen.
- Finaliste du Challenge Yves du Manoir en 1970 avec le SU Agen.